# Parlamentní volby ve Finsku 2007

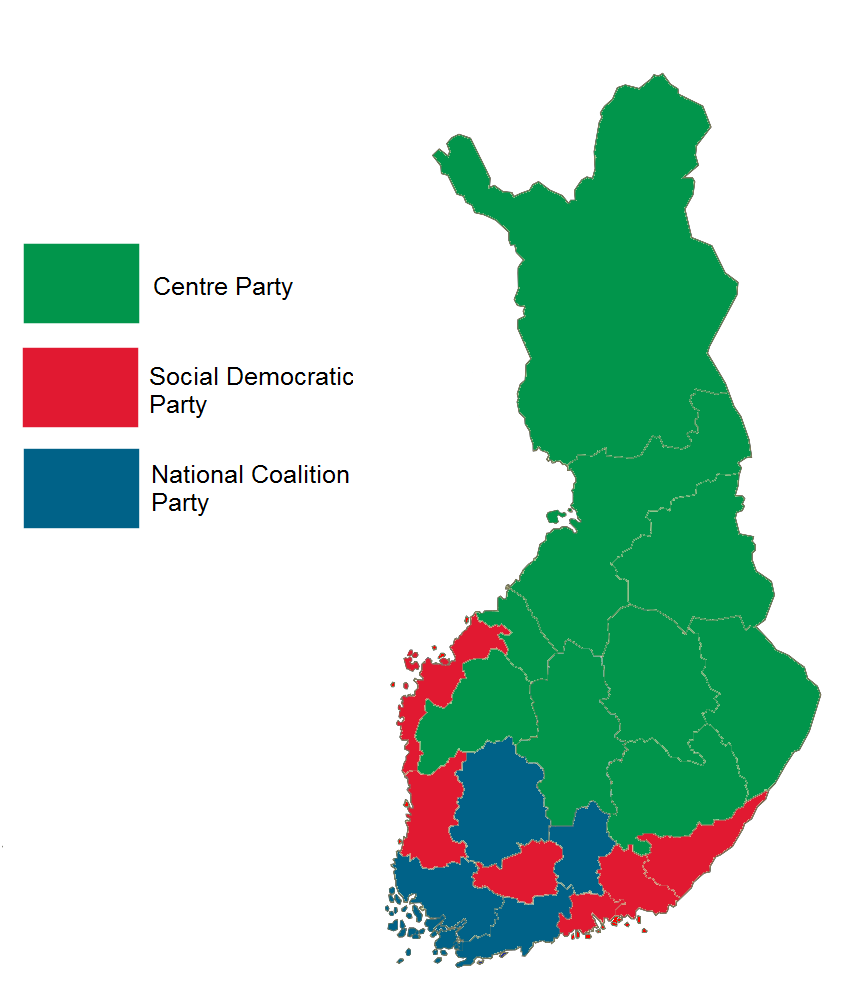
Výsledky voleb podle provincií

Parlamentní volby ve Finsku v roce 2007 se konaly dne 18. března. Volební účast byla 67,9 %. Soutěžilo se o 200 míst v jednokomorovém parlamentu (Eduskunta).
Nejvíce hlasů získala centristická strana Suomen Keskusta (Finský střed), 23,11 % a 51 míst. Na druhém místě se umístili konzervativci z Kansallinen Kokoomus (Národní sjednocení), kteří dosáhli na 22,26 % a 50 křesel, následovaní finskou sociální demokracií, Suomen Sosialidemokraattinen Puolue, s 21,44 % a 45 křesly.
Dále bude v parlamentu zastoupen Levicový svaz (Vasemmistoliitto) se 17 křesly (8,82 % hlasů), Zelený svaz (Vihreä liitto) s 15 křesly (8,46 % hlasů), finská křesťanskodemokratická strana (Suomen Kristillisdemokraatit) se 7 křesly (4,86 % hlasů), finská Švédská lidová strana (Ruotsalainen kansanpuolue) s 9 křesly (4,57 % hlasů) a populističtí Praví Finové (Perussuomalaiset) s 5 křesly (4,05 % hlasů). Pro ostatní strany (regionální sdružení z Alandských ostrovů) zbylo 1 křeslo (0,56 % hlasů).
Výrazný zisk oproti předchozím volbám (o 10 míst) zaznamenali konzervativci, naopak finská sociální demokracie o 8 křesel přišla.
Po volbách pokračoval jako ministerský předseda v čele vlády centrista Matti Vanhanen. Zatímco však v první Vanhanenově vládě zasedli centristé, sociální demokraté a představitelé švédské menšiny ve Finsku ze Švédské lidové strany, na druhé Vanhanenově vládě spíše středopravého profilu spolupracovali centristé, konzervativci, Zelení a Švédská lidová strana. V čele vlády M. Vanhanena posléze vystřídala Mari Kiviniemi.